# Jacobo María de Parga y Puga
Jacobo María de Parga y Puga (Santo Tomé de Vilacova, Abegondo, 17 de maig de 1774 - Madrid, 17 d'abril de 1850) fou un científic, advocat i polític gallec, membre fundador de la Reial Acadèmia de Ciències Exactes, Físiques i Naturals.

## Biografia
Es llicencià en lleis en 1793 i en cànons en 1795 a la Universitat de Santiago de Compostel·la, on s'hi va doctorar en 1798. En 1802 fou nomenat oficial de la secretaria d'Hisenda i acadèmic corresponent de la Reial Acadèmia de la Història. Després de la guerra del francès en 1814 li fou concedida la gran creu de l'Orde de Carles III, mentre que el 1815 fou nomenat membre de la junta protectora del Museu de Ciències Naturals d'Espanya. Fou admès a les Acadèmies de Ciències de Baviera i de Sant Petersburg. Entre març i abril de 1820 fou ministre interí de governació en govern d'Evaristo Pérez de Castro. En 1824 fou comissari reial a parís, president de la Junta de Foment i Vocal de la Junta Consultiva del Govern.
Durant el regnat d'Isabel II d'Espanya fou membre de l'Estamento de Próceres de 1834 a 1836 i senador vitalici de 1845 a 1850. També en 1847 fou membre fundador de la Reial Acadèmia de Ciències Exactes, Físiques i Naturals.